# Screen Rant
Screen Rant (oft stilisiert als nur ScreenRant) ist eine Infotainment-Website, welche Nachrichten bezüglich Fernsehen, Filmen und Computerspielen anbietet.

## Geschichte
Die Website wurde im Jahr 2003 von Vic Holtreman gegründet. In einem Interview meinte er, dass er schon immer von Computern und Technologie fasziniert war und ein Fan von Science-Fiction-Filmen und Fernsehserien ist. Er hatte die Idee, seine eigene Website zu gründen, nachdem er einen Ort benötigte, wo er die Filmwirtschaft für ihre Handlungen kritisieren könnte.
Im Jahr 2009 gründete Holtreman eine Schwesterseite von Screen Rant namens Game Rant. Diese Website fokussiert sich mehr auf Computerspiele.
2015 wurde Screen Rant von der kanadischen Firma Valnet Inc. übernommen. Game Rant wurde von dieser Übernahme zuerst ausgelassen, wurde jedoch auch von Valnet Inc. im Jahre 2019 übernommen.
Die Website erzielt über 80 Millionen Aufrufe pro Monat (Stand Juli 2023) und hatte über 550 Millionen Leser im Jahr 2022. Im Jahr 2011 waren es 800.000 Besucher pro Monat.
Die Werke von Screen Rant werden von anderen Medien zitiert bzw. behandelt, darunter IGN, Yahoo News, Comic Book Resources und Gamepro.